# Koula (Magba)
Pour les articles homonymes, voir Koula.
Koula est un village du Cameroun situé dans le département du Noun et la Région de l'Ouest. Il fait partie de l'arrondissement de Magba. C'est une chefferie bamoun de 3e degré.

## Population
En 1967, le village comptait 205 habitants, principalement des Bamoun. Lors du recensement de 2005, on y a dénombré 2105 personnes.